# Logan Miller
Logan Miller (Englewood, 18 februari 1992) is een Amerikaans acteur en muzikant. Hij maakte in 2008 zijn acteerdebuut in de televisiefilm The Norton Avenue All-Stars. Zijn eerste rol op het witte doek volgde in 2009, als Connor Mead in Ghosts of Girlfriends Past.

## Filmografie

### Film
| Jaar | Titel                                   | Rol                            | Opmerkingen |
| ---- | --------------------------------------- | ------------------------------ | ----------- |
| 2009 | Ghosts of Girlfriends Past              | Tiener Connor Mead             |             |
| 2009 | Arthur and the Revenge of the Maltazard | Jake                           | stem        |
| 2012 | Would You Rather                        | Raleigh                        |             |
| 2013 | +1                                      | Teddy                          |             |
| 2013 | Deep Powder                             | Crash                          |             |
| 2013 | The Bling Ring                          | Jongen op feesje               |             |
| 2013 | Night Moves                             | Dylan                          |             |
| 2015 | The Stanford Prison Experiment          | Jerry Sherman / gevangene 5486 |             |
| 2015 | Take Me to the River                    | Ryder                          |             |
| 2015 | Scouts Guide to the Zombie Apocalypse   | Carter Grant                   |             |
| 2016 | The Good Neighbor                       | Ethan                          |             |
| 2017 | A Dog's Purpose                         | Todd                           |             |
| 2017 | Before I Fall                           | Kent McFuller                  |             |
| 2017 | The Scent of Rain & Lightning           | Collin Croyle                  |             |
| 2017 | Tilt                                    | Dealer                         |             |
| 2018 | Love, Simon                             | Martin                         |             |
| 2018 | You Can Choose Your Family              | Philip                         |             |
| 2019 | Escape Room                             | Ben Miller                     |             |

### Televisie
| Jaar      | Titel                             | Rol                   | Opmerkingen           |
| --------- | --------------------------------- | --------------------- | --------------------- |
| 2008      | The Norton Avenue All-Stars       | Drew Apple            | televisiefilm         |
| 2009-2011 | I'm in the Band                   | Ryan 'Tripp' Campbell | 36 afleveringen       |
| 2010-2011 | Phineas and Ferb                  | Johnny                | stem, 2 afleveringen  |
| 2011      | I Hate My Teenage Daughter        | Hunter                | 1 aflevering          |
| 2012      | Awake                             | Cole                  | 3 afleveringen        |
| 2012      | Grimm                             | Pierce Higgins        | 1 aflevering          |
| 2012-2017 | Ultimate Spider-Man               | Sam Alexander / Nova  | stem, 55 afleveringen |
| 2013      | Childrens Hospital                | Chase McKeever        | 1 aflevering          |
| 2014      | Growing Up Fisher                 | Anthony Hooper        | 4 afleveringen        |
| 2015      | Dog with a blog                   | Eric                  | 1 aflevering          |
| 2016-2017 | the Walking Dead                  | Benjamin              | 4 afleveringen        |
| 2017-2018 | Guardians of the Galaxy           | Sam Alexander / Nova  | stem                  |
| 2018      | It's Always Sunny in Philadelphia | Aidan                 | 1 aflevering          |

### Computerspel
| Jaar | Titel                                | Rol                  |      |
| ---- | ------------------------------------ | -------------------- | ---- |
| 2013 | Marvel Heroes                        | Sam Alexander / Nova | stem |
| 2014 | Disney Infinity: Marvel Super Heroes | Sam Alexander / Nova | stem |
| 2015 | Disney Infinity 3.0                  | Sam Alexander / Nova | stem |